# Averton
Averton ist eine französische Gemeinde mit 555 Einwohnern (Stand: 1. Januar 2022) im Département Mayenne in der Region Pays de la Loire. Sie gehört zum Arrondissement Mayenne und zum Kanton Villaines-la-Juhel. Die Einwohner werden Avertonnais genannt.

## Geographie
Averton liegt etwa 20 Kilometer westsüdwestlich von Alençon. Umgeben wird Averton von den Nachbargemeinden Crennes-sur-Fraubée im Norden und Nordwesten, Gesvres im Osten, Saint-Paul-le-Gaultier im Südosten, Saint-Aubin-du-Désert im Süden, Courcité im Südwesten sowie Villaines-la-Juhel im Westen.

## Bevölkerungsentwicklung
| Jahr                       | 1962 | 1968 | 1975 | 1982 | 1990 | 1999 | 2006 | 2019 |
| Einwohner                  | 595  | 542  | 521  | 551  | 582  | 601  | 648  | 564  |
| Quellen: Cassini und INSEE |      |      |      |      |      |      |      |      |

## Sehenswürdigkeiten
- Kirche Notre-Dame-de-l’Assomption aus dem 15. Jahrhundert
- Schloss Lorgerie aus dem 17. Jahrhundert

## Persönlichkeiten
- Alain Meslet (* 1950), Radrennfahrer